# 10-я отдельная горно-штурмовая бригада
10-я отдельная горно-штурмовая бригада «Эдельвейс» (укр. 10-та окрема гірсько-штурмова бригада «Едельвейс», сокр. 10 огшбр, в/ч А4267, пп В3950) — тактическое формирование Сухопутных войск Вооружённых сил Украины оперативного командования «Запад», сформированная в городе Белая Церковь 30 октября 2015 г. Местом базирования определён город Коломыя Ивано-Франковской области. Главной задачей части является ведение боевых действий в горно-лесистой местности.

## Формирование

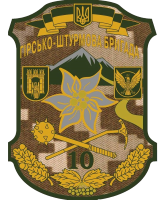
Нарукавный знак 10-й бригады

На начальном этапе был создан 10-й горно-пехотный полк с базированием в Черновцах, однако 21 сентября 2015 года на пресс-конференции в Ивано-Франковске было объявлено что Министром обороны Украины принято решение: сформировать новую горную штурмовую бригаду под номером 10. Местом дислокации была избрана старая военная база в городе Коломыя. Командиром бригады стал герой Украины подполковник Василий Зубанич, который командовал 15-м батальоном 128-й отдельной горно-штурмовой бригады и собственно 10-м горно-пехотным полком.
Первый набор — 1000 добровольцев на контрактной основе — был начат в Белой Церкви в ожидании, когда в Коломые будет подготовлена соответствующая база. В феврале 2016 года в Буковине было принято решение об образовании отдельного горно-штурмового батальона численностью 150 человек, штабом должны были назначить Черновцы, бывшие казармы в/ч В2235 (8-й отдельный мотопехотный батальон). В марте 2016 года было объявлено, что добровольческий батальон «Айдар» и батальон специального назначения «Донбасс-Украина» войдут в состав 10-й горно-пехотной штурмовой бригады. В январе 2017 года эти подразделения были выведены из состава бригады.

## Структура
На 2016 год
- 8-й отдельный горно-пехотный батальон
- 24-й отдельный штурмовой батальон «Айдар»[10]
- 46-й отдельный батальон специального назначения «Донбасс-Украина»[11]

На 2017 год
- управление (штаб)
- 8 отдельный горно-штурмовой батальон (Черновцы, Садгора)[12][13]
- 108-й отдельный горно-штурмовой батальон[укр.] (в/ч А3715, Делятин, Ивано-Франковская область)[8]
- 109-й отдельный горно-штурмовой батальон[укр.][14] (в/ч А3892, Криховцы, Ивано-Франковская область)[15]
- танковый батальон
- зенитный ракетно-артиллерийский дивизион
- бригадная артиллерийская группа
  - батарея управления и артиллерийской разведки
  - гаубичный артиллерийский дивизион[16]

Разведывательная рота

## Командиры
- полковник Зубанич, Василий Иванович (2015—2020)
- полковник Котлик, Вячеслав Юрьевич[укр.] (2020—н.в.)

## Традиции и учения
13 января 2017 года бойцы бригады совершили первый учебный выход в горы, покорив вершину Великий Верх за 8 часов, во второй половине февраля поднялись на Говерлу, установив флаг Украины в память о погибших в боях за Дебальцево (подъём 5 часов, спуск 2 часа). В июле 2017 года подразделения бригады участвовали в учениях по преодолению водных преград: в районе Ржищева ими был форсирован участок Днепра шириной 5 км с помощью паромов ППМ-2М, плавающих транспортёров ПТС-2, понтонно-мостовых автомобилей и другой бронетехники. 28 июля 2017 года группа военнослужащих бригады, находившихся в отпуске, совершила восхождение на Монблан.
14 февраля 2023 года указом Президента Украины Владимира Зеленского бригаде было присвоено почётное наименование «Эдельвейс».

## Боевые действия

### Война в Донбассе
К маю 2016 года бригада прошла боевое слаживание и приступила к выполнению боевых заданий в зоне боевых действий на востоке Украины.  4 мая 2018 года, после выполнения заданий, бригада вернулась в место постоянной дислокации, бойцов встретили лично у здания мэрии Коломыи: бойцы несли службу всё это время у Попасной и Золотого. За время боевых действий, шедших в разгар первой ротации, бригада потеряла 22 человек убитыми.
24 августа 2018 года все три батальона получили боевые знамёна от президента Петра Порошенко, а бригада стала первой в вооружённых силах Украины, все отдельные части которой имели собственные боевые знамёна. По итогам 2018 года бригада была признана лучшей в составе оперативного командования «Запад». По состоянию на 1 марта 2020 года 10-я отдельная горно-штурмовая бригада в ходе войны на востоке Украины потеряла погибшими 34 человека.

### Вторжение России на Украину
В ходе российского вторжения бригада участвовала в обороне Мариуполя.